# Scaptomyza quadridentata
Scaptomyza quadridentata är en tvåvingeart som beskrevs av Hardy 1965. Scaptomyza quadridentata ingår i släktet Scaptomyza och familjen daggflugor. Inga underarter finns listade i Catalogue of Life.